# Reg Parnell
Reginald "Reg" Parnell, född 2 juli 1911 i Derby, 
död 7 januari 1964, var en brittisk racerförare. Far till racerföraren Tim Parnell.

## Racingkarriär
Parnell tävlade i racing innan andra världskriget och vann då många tävlingar för Bugatti. Han debuterade i formel 1 för Alfa Romeo i premiärloppet på Silverstone i Storbritannien 1950, där han kom trea.
Parnell drev senare ett eget stall, Reg Parnell Racing. Han var på väg att bygga en egen bil men avled i en bukhinneinflammation efter en misslyckad blindtarmsoperation 1964. Stallet övertogs då av hans son Tim Parnell.

## F1-karriär
| Säsong | Stall/Tillverkare                         | Poäng | Placering |
| ------ | ----------------------------------------- | ----- | --------- |
| 1950   | Alfa Romeo Scuderia Ambrosiana (Maserati) | 4     | 11        |
| 1951   | Vanwall (Ferrari) BRM                     | 3 2   | 10        |
| 1952   | Archie Bryde (Cooper-Bristol)             | 0     | –         |
| 1954   | Scuderia Ambrosiana (Ferrari)             | 0     | –         |